# Colapso de estacionamiento de Nueva York de 2023
El colapso de estacionamiento de Nueva York de 2023 se refiere al colapso parcial de un estacionamiento en el distrito financiero de Manhattan en la ciudad de Nueva York, Estados Unidos, el 18 de abril de 2023, lo que resultó en una muerte, cinco heridos y la evacuación de los edificios vecinos.

## Trasfondo
El edificio, ubicado en 57 Ann Street en el distrito financiero de la ciudad de Nueva York, fue construido en 1925. Tanto en 1926 como en 1957, se otorgaron cédulas de habitabilidad para operar como garaje con capacidad para «más de cinco automóviles» por nivel y para diez personas por piso a la vez. El certificado de 1957 exigía que el techo fuera solo para vehículos de «tipo de automóvil de pasajeros».
La Oficina del Alguacil de la ciudad de Nueva York estacionaba vehículos en el garaje. Según el alguacil, todo el personal que usaba el garaje estaba a salvo y contabilizado.

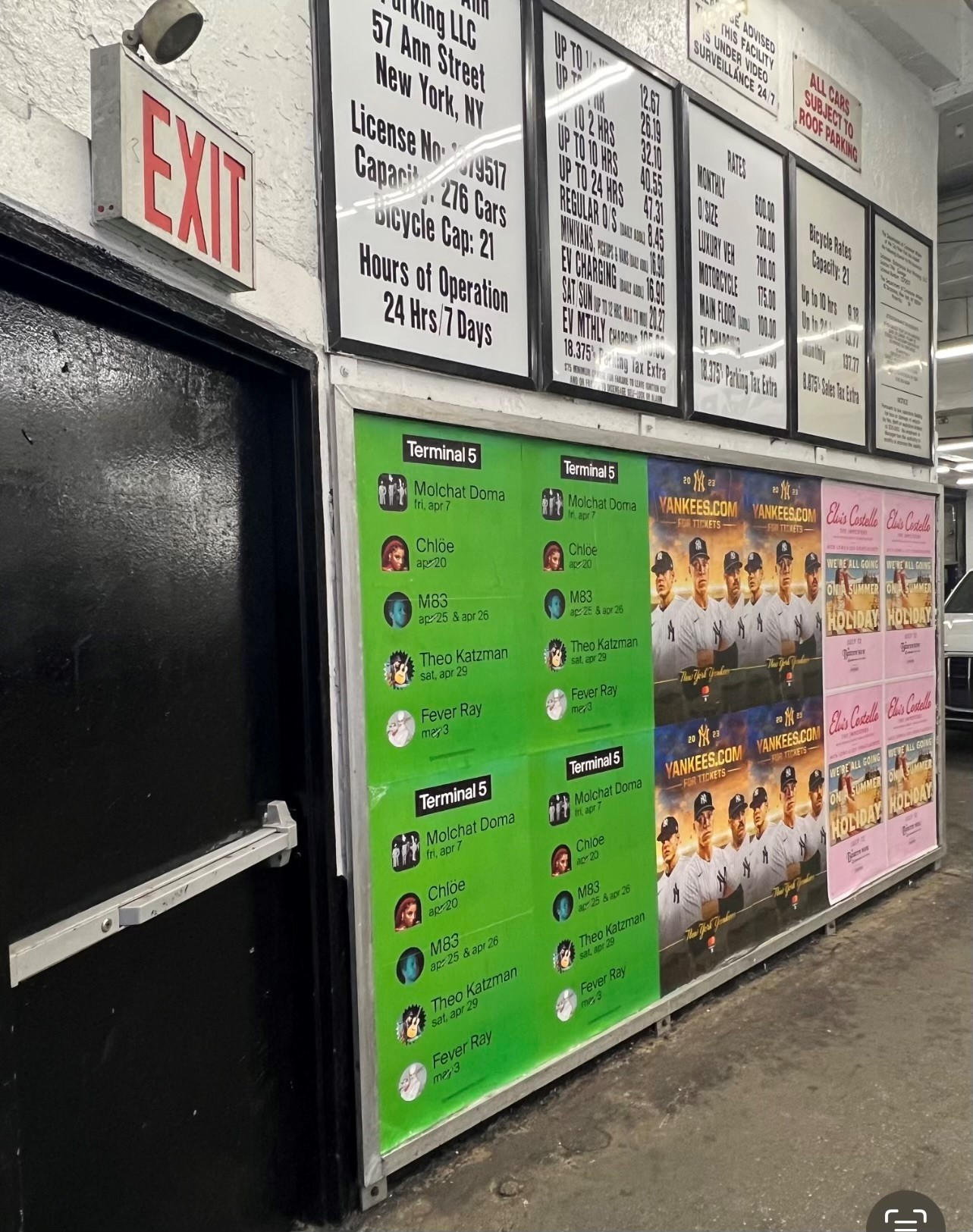
Foto del estacionamiento de Ann Street anterior al colapso.

El edificio había recibido múltiples violaciones de construcción desde 1957. En 2003, el Departamento de Edificios de la Ciudad de Nueva York (DOB) encontró defectos de concreto en las escaleras, junto con grietas en el techo del primer piso, desconchado de concreto, vigas de acero sin cubiertas de concreto y concreto defectuoso con grietas expuestas. En 2009, se observaron escaleras rotas y concreto suelto en numerosas áreas del estacionamiento. El DOB encontró en 2011 «que el trabajo de reparación permitido estaba en curso y que el mantenimiento interior del edificio estaba en buenas condiciones». En 2013, también se observaron problemas con las puertas de salida inadecuadas. El comisionado del DOB declaró que también hubo una solicitud de trabajo en el edificio en 2010 para el elevador de automóviles, sin embargo, las infracciones abiertas no se abordaron durante la solicitud. En general, se completaron o incumplieron 19 infracciones y se abrieron otras 4 que requirieron un certificado de corrección. El DOB emitió 64 infracciones del código de construcción al propietario del garaje, 57 Ann Street Realty Association, entre 1976 y 2023. Antes del colapso, no había permisos recientes para la construcción. Según una ley local que requería inspecciones de edificios para todos los garajes de la ciudad para 2027, el DOB tenía programado inspeccionar el garaje antes de finales de 2023.

## Colapso
El segundo piso del estacionamiento se derrumbó parcialmente sobre el primer piso del garaje en el Bajo Manhattan alrededor de las 4 p. m. EDT del 18 de abril de 2023. El derrumbe mató al gerente del garaje, Willis Moore, de 59 años. Inicialmente, se reportaron cinco personas lesionadas, una de las cuales se negó a recibir tratamiento médico. La estación de televisión local WPIX informó más tarde que siete trabajadores habían resultado heridos, incluido el trabajador que se había negado a recibir tratamiento.

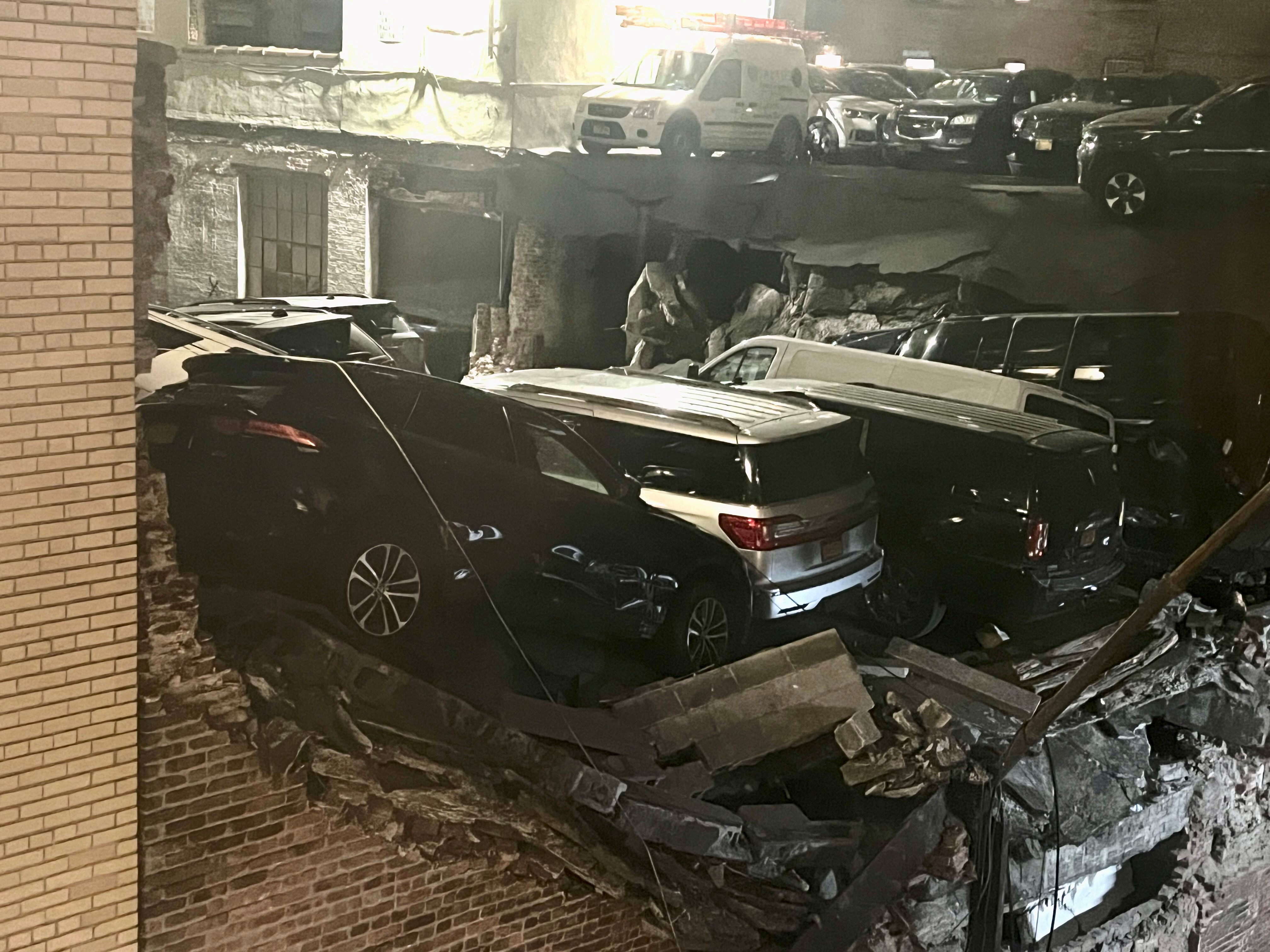
Estacionamiento de Ann Street después del colapso.

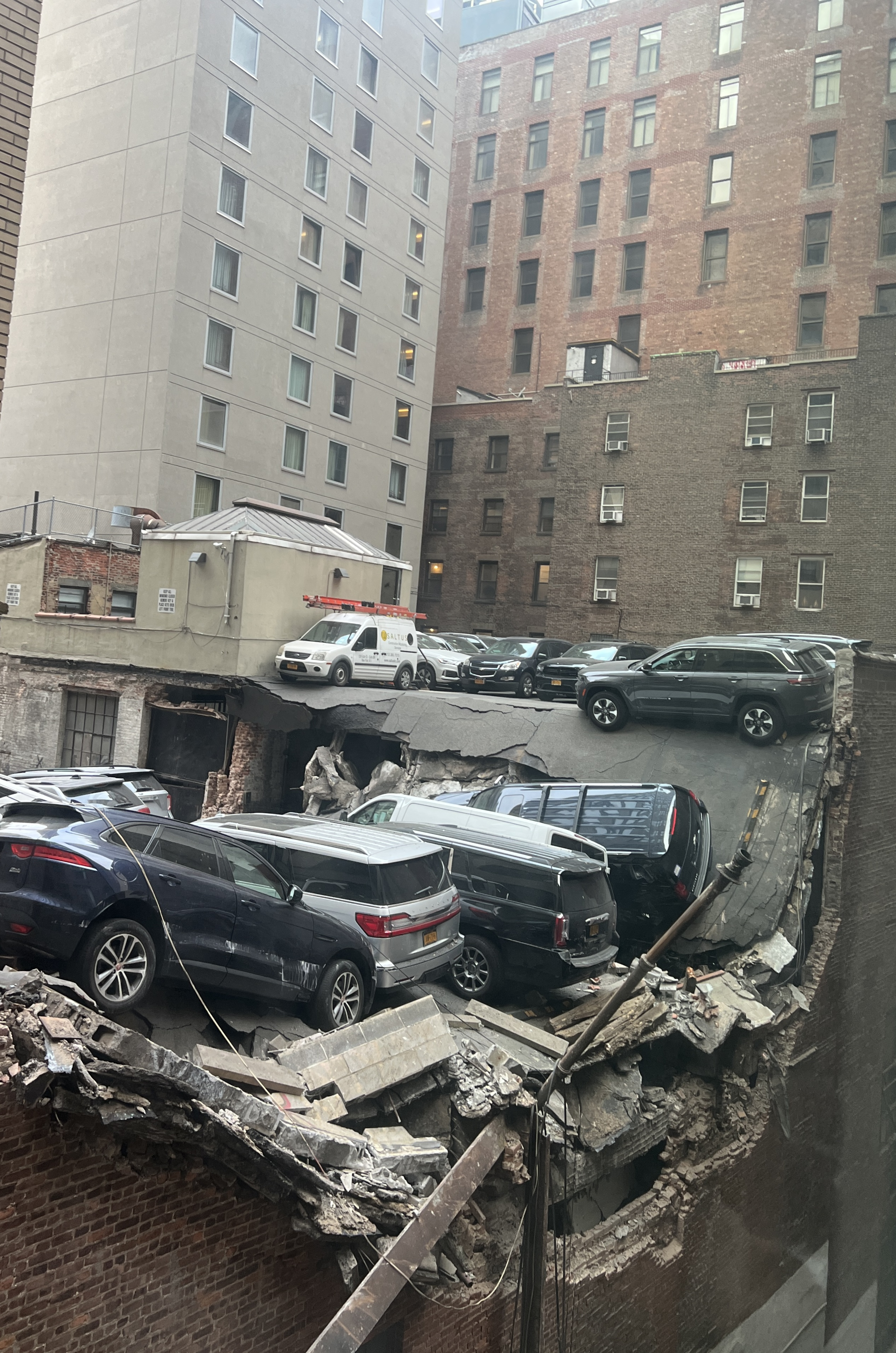
Estacionamiento de Ann Street el día después del colapso.

Los videos en línea mostraban numerosos autos apilados uno encima del otro. Los estudiantes que asistían a clases en la Universidad Pace escucharon «un gran ruido y un gran estruendo» y efectos similares a los de un terremoto, junto con gritos durante el derrumbe. También se observaron sacudidas y vibraciones en el área del colapso.

## Respuesta
El Departamento de Policía de Nueva York (NYPD) y el Departamento de Bomberos de la Ciudad de Nueva York (FDNY) ayudaron con las evacuaciones y la asistencia. Se desplegó el Digidog, un perro robótico de Boston Dynamics, junto con un dron y escaleras de torre; fue la primera vez que el FDNY usó el Digidog en un colapso estructural. La Universidad Pace canceló las clases en su campus de la ciudad de Nueva York y evacuó dos edificios universitarios. Según la Autoridad Metropolitana del Transporte, varios servicios del metro de Nueva York tuvieron que funcionar a velocidades más lentas mientras los equipos de emergencia respondían al colapso. El alcalde de la ciudad de Nueva York, Eric Adams, calificó el edificio de «completamente inestable» cuando visitó el lugar del derrumbe, y en un momento el FDNY retiró a su personal debido a las condiciones inseguras del edificio. Se bloqueó una calle por temor a que la fachada combada se derrumbara sobre la calle. Los servicios de emergencia ayudaron a las personas que quedaron atrapadas dentro del estacionamiento. Después del colapso, el DOB emitió órdenes de desalojo total o parcial a los ocupantes de seis edificios. Un edificio vecino de la Universidad Pace en 161 William Street también se consideró inestable; Pace cerró el edificio por el resto del semestre de primavera mientras se apuntalaba la pared medianera entre el garaje y el edificio de Pace.
El cuerpo de Moore fue recuperado el día después del colapso. Tras el derrumbe, estaba previsto que el edificio fuera demolido mediante demolición controlada. Aunque algunas fuentes dijeron que había entre 80 y 90 vehículos en el garaje justo antes de que colapsara, el FDNY estimó que había alrededor de 40 autos en el edificio. El 20 de abril, las grúas comenzaron a demoler los restos del garaje. También se demolerá un estacionamiento conectado en 25 Beekman Street. La demolición se retrasó temporalmente debido a la preocupación de que el trabajo provocaría un colapso secundario. La parte trasera del garaje se derrumbó parcialmente el 29 de abril de 2023, mientras se demolía.
Fuentes de los medios locales informaron que los hallazgos iniciales atribuyen la antigüedad de la estructura y un número excesivo de vehículos en el techo de la estructura como causas que contribuyeron al colapso.
Después del colapso, los inspectores de edificios de la ciudad de Nueva York realizaron inspecciones de estructuras de estacionamiento en toda la ciudad. A fines de abril, se cerraron cuatro garajes adicionales en Manhattan y Brooklyn, por representar «una amenaza inmediata para la seguridad pública».